# Mohamed Askri
Mohamed Askri (en arabe : محمد العسكري), né le 10 mai 1988 à Fès (Maroc) est un footballeur marocain évoluant dans le club du Rapide Oued Zem. Il joue au poste de milieu de terrain.

## Biographie
Natif de Fès, il débute le football chez les jeunes de l'OC Khouribga, avant de faire ses débuts professionnels en 2009.
Lors de la saison 2014/15, il est vice-champion du Maroc avec l'OC Khouribga.
En juillet 2017, il prolonge son contrat de trois ans à l'OC Khouribga.
Le 7 janvier 2020, il est transféré au Rapide Oued Zem.

## Palmarès
OC Khouribga
- Championnat du Maroc :
  - Vice-champion : 2014-15.